# T-122 Сакариа

T-122 Сакариа је турски вишецевни бацач ракета који је развила турска фирма Рокетстан.

## Опис и особине
Као де модео моденизације коју је предузела турска војска 1980 и 90-тих година неколико нових ракетних система развијено је за потребе турске војске. Прототип система је први пут представљен 1995. године након спровођења првих тестирања 1996. године. Са производњом система отпочело се 1997. године.
Сваки систем је опремљен са по две лансирне кутије (модула) од којих сваки има по 20 лансирних цеви калибра 122 mm које се могу ротирати, подизати и спуштати. Поседује систем за контролу ватре који му омогућава аутоматско израчунавање података потребних за гађање ракетама различитих бојевих глава. И способан за прикупљање података о кординатама до 20 мета. Са возила ракете се могу испаљивати појединачно и у плотунима, за гађање са пуним лансерима потребно је мање од 80 секунди. А површина коју покрива плотун приликом гађања захвата подручје од 500 m × 500 m. Као додатак касније верзије система T-122 поседује интегрисани хидраулични кран који омогућава допуњивање ракетних модула (кутија) за око 5 минута.
Ракете за овај систем развијене су и производе се од стране MKEK(Механичка и хемијска индустријска корпорација)и Рокетстана, иако T-122 може користити исте ракете као БМ-21 и слични системи. Основне ракете су опремљене високо експлозивно прачадним и касетим бојевим главама које могу да садрже како противпешадијске тако и противтенковске мине. Максимални домет ракета протеже се до 40 km.

## Варијанте
Први произведени модел система T-122 Сакариа налазио се на лансирном возилу које је сачињено на бази немачког МАН 26.281 тешког вишенаменског камиона. Једна од унапређених верзија овог система представљена је 2005. која се заснива на МАН 26.372 камиону, који се још користи и као лансирно возило балистичког ракетног система кратког домета J-600T Јилдрим. Унапређена верија овог система опремљена је тако да може да користи фабрички запечаћене ракетне модуле једноккратно, посебно дизајниране ради лакшег одржавања, отпорног на оштећења и спољашње услове који омогућава брз претовар муниције. Унапређени систем такође може бити опремљен оклопом или бојевим главама са средствима за масовно уништење.

## Корисници

### Тренутни корисници
- Турска-76
- Азербејџан[1]
- Уједињени Арапски Емирати[2]